# 7 Pułk Grenadierów (Cesarstwo Niemieckie)
7 Pułk Grenadierów Króla Wilhelma I (2 Zachodniopruski) (niem. Königlich-Preußisches Grenadier-Regiment König Wilhelm I (2. Westpreussisches) Nr. 7) – oddział piechoty Armii Cesarstwa Niemieckiego.

## Historia
7 pułk grenadierów im. Króla Wilhelma I został sformowany 20 lutego 1797 . Stacjonował w garnizonie Legnica i wchodził w skład XVIII Brygady Piechoty (18. Infanterie-Brigade), której dowództwo mieściło się w tym samym mieście.
XVIII BP podporządkowana była dowódcy 9 Dywizja Piechoty w Głogowie, a ta z kolei dowódcy V Korpusu Armijnego w Poznaniu
W wyniku mobilizacji, w sierpniu 1914 pułk osiągnął gotowość bojową i w składzie 18 Brygady Piechoty 9 Dywizji został wysłany na front zachodni.

## Żołnierze pułku
W 7 pułku grenadierów pełnili służbę służył m.in.:
- Erwin von Witzleben - feldmarszałek niemiecki okresu II wojny światowej,
- Nikolaus von Falkenhorst - generał pułkownik Wehrmachtu,
- ks. Czesław Wojtyniak - kapelan pułku w latach 1915-1918, mianowany pośmiertnie generałem brygady Wojska Polskiego.